# Situations
«Situations» es una canción de la banda estadounidense de post-hardcore Escape the Fate. Fue lanzado el 20 de noviembre de 2007 como segundo sencillo de su álbum debut Dying Is Your Latest Fashion (2006) por el sello discográfico Epitaph.

## Información de la canción
La historia de la canción es contada desde primera persona, y como el video musical lo demuestra, desde el punto de vista de Ronnie Radke. La letra hace referencia a como él disfruta jugando con el corazón de las chicas, acostándose con ellas por una noche y luego pretender que nada de lo sucedido pudo haber ocurrido.

## Lista de Canciones
| Situations CD Promo (Epitaph – 86832-2S1) |              |          |  |
| N.º                                       | Título       | Duración |  |
| 1.                                        | «Situations» | 3:07     |  |

## Personal
- Ronnie Radke - voces, guitarra adicional, teclados, programación.
- Bryan Money - guitarra principal, coros.
- Omar Espinosa - guitarra rítmica, coros.
- Max Green - bajo, coros.
- Robert Ortiz - batería, percusión.